# Dichroplus
Dichroplus is een geslacht van rechtvleugeligen uit de familie van de veldsprinkhanen (Acrididae). De wetenschappelijke naam van dit geslacht is voor het eerst geldig gepubliceerd in 1873 door Carl Stål.

## Soorten
Het geslacht Dichroplus omvat de volgende soorten:
- Dichroplus alejomesai Liebermann, 1967
- Dichroplus bruneri Liebermann, 1965
- Dichroplus cinereus Bruner, 1900
- Dichroplus conspersus Bruner, 1900
- Dichroplus democraticus Blanchard, 1851
- Dichroplus elongatus Giglio-Tos, 1894
- Dichroplus exilis Giglio-Tos, 1894
- Dichroplus fuscus Thunberg, 1815
- Dichroplus intermedius Ronderos, 1976
- Dichroplus maculipennis Blanchard, 1851
- Dichroplus mantiqueirae Ronderos, Carbonell & Mesa, 1968
- Dichroplus misionensis Carbonell, 1968
- Dichroplus notatus Bruner, 1908
- Dichroplus obscurus Bruner, 1900
- Dichroplus paraelongatus Carbonell, 1968
- Dichroplus patruelis Stål, 1861
- Dichroplus porteri Liebermann, 1943
- Dichroplus pratensis Bruner, 1900
- Dichroplus robustulus Stål, 1878
- Dichroplus schulzi Bruner, 1906
- Dichroplus silveiraguidoi Liebermann, 1956
- Dichroplus vittatus Bruner, 1900
- Dichroplus vittigerum Blanchard, 1851